# 南羅壩墓葬群
南羅壩墓葬群位於四川省雅安市滎經縣，文物遺址年代判定為戰國。2007年6月1日公佈為四川省第七批文物保護單位。